# Kerimberdi
Kerimberdi fou kan de l'Horda d'Or, fill de Toktamix, i germà i successor de Jalal al-Din Khan mort assassinat en mig d'una batalla el 1412. Von Hammer diu que a Jalal al-Din el va assassinar Kerimberdi, però la majoria de fonts coincideixen que fou un tercer germà de nom Kibak.
Se suposa que havia estat refugiat a Moscou i estava molt ben disposat envers Basili I, que havia anat a l'Horda (poc abans de la pujada de Kerimberdi al tron) i al que va rebre generosament i li va prometre no donar suport als prínceps de Súzdal-Nijni Nóvgorod ni a Vitautes de Lituània. A l'Horda, Basili es va trobar amb el seu rival Ivan de Tver que també fou ben rebut pel kan; Ivan es va comprometre a no molestar al gran principat de Moscou; Basili I sembla que va renovar després de força temps, el pagament del tribut anual a l'Horda, pagament que es va mantenir la resta del seu regnat. Les relacions amb Lituània en canvi es van tensar. Un germà, Jehud al-Din havia lluitat amb Vitautes contra els Cavallers Teutònics a Prússia. Vitautes en revenja va nomenar un kan en oposició anomenat Betsa Pulad que fou investit de manera solemne a Vilna, però quan va entrar en territori de l'Horda fou capturat i decapitat per Kerimberdi (1413).
L'abril del 1413 va enviar una ambaixada a Hongria oferint al rei Segimon l'aliança del kan.
El 1414 Kerimberdi fou assassinat pel seu germà Jabbarberdi (Jarimferdei), protegit de Vitautes, que es va proclamar kan, però un altre germà, Kibak Khan, es va proclamar tanmateix. Kerimberdi va deixar algunes monedes que no porten dates, encunyades a Astracan i Nova Sarai.